# IC 4376
IC 4376 је тројна звијезда у сазвјежђу Кентаур која се налази на листи објеката дубоког неба у Индекс каталогу.
Деклинација објекта је - 30° 47' 35" а ректасцензија 14h 10m 50,5s.